# Bantayan Hilir
Bantayan Hilir is een bestuurslaag in het regentschap Rokan Hilir van de provincie Riau, Indonesië. Bantayan Hilir telt 1089 inwoners (volkstelling 2010).